# Albert Lauzero
 (août 2017).
Si vous disposez d'ouvrages ou d'articles de référence ou si vous connaissez des sites web de qualité traitant du thème abordé ici, merci de compléter l'article en donnant les références utiles à sa vérifiabilité et en les liant à la section « Notes et références ».
Albert Lauzero, né le 16 août 1909 à Fleurance, Gers, mort le 20 juillet 2006 à Montmorency, est un artiste-peintre et graveur français.

## Biographie
Albert Lauzero est né à Fleurance, en Gascogne, le 16 août 1909 .
Dès 1927 il s’installe à Paris. La lumière douce de l’Île-de-France l’émerveille et le marquera à jamais. Pour assurer le quotidien, il travaille dans un bureau souvent de nuit pour lui permettre de se rendre dans les musées, le Musée du Louvre, les expositions et les galeries de la rue de Seine. Les soirs libres il va « au croquis chez Colarossi » à Montparnasse.
Pendant plusieurs années, il devra s’éloigner de Paris et interrompre ses recherches et ses activités pour raison de santé. Ce n’est qu’en 1938 qu’il peut reprendre assidûment dessin et peinture à l’Académie de la Grande Chaumière où il reçoit les conseils d’Othon Friesz. Il travaille également la technique de la gravure à l’atelier de Paul Bornet. Avec assiduité, il visite les expositions, revient sans cesse dans les musées et est présent à toutes les manifestations artistiques. Mais il comprend très vite qu’il doit éviter les influences esthétiques, et se forger ardemment un tempérament d’indépendant. 
En 1947 le marchand Carmine s’intéresse à lui et lui offre sa première exposition particulière dans sa galerie de la rue de Seine. Le succès de cette exposition le conforte, il expose pour la première fois au Salon d’Automne. Cette période est déterminante pour lui.
En effet par deux achats successifs, il entre dans les collections de l’État et de Ville de Paris : au Salon du Vexin en 1949, l’État acquiert la toile « Les quatre pavillons de banlieue ». Il fait sa deuxième exposition à la galerie Carmine en 1949. La Ville de Paris lui achète la toile La Seine et les coteaux du Pont d’Argenteuil et la dépose au musée d'Art moderne de Paris. En tout une quinzaine de toiles seront ainsi acquises jusque dans les années soixante.
Ses principales sources d’inspiration sont alors les paysages, les bords de Seine, les villages d’Île-de-France. « La critique est bien vite unanime d’ailleurs pour reconnaître sa probité et ses qualités très personnelles de peintre » écrit Ernest-René Collot.
Il voyage en 1950 en Hollande d’où il rapporte plusieurs toiles sur le thème de Delft. Durant ces années cinquante, il travaille principalement à Montmorency et dans les environs proches. Avec E. R. Collot, critique d’Art, René Blanc et Charles Pollaci il forme le groupe de l’École de Pontoise. Attentif à la lumière de l’Île-de-France il peint de nombreuses toiles sur le motif.
Dès 1951, il exposera régulièrement dans les Salons — Salon d’Automne, Salon des Indépendants, Société Nationale des Beaux-Arts, Salon du dessin et de la peinture à l'eau, etc. — où il se liera d’amitié avec Bierge, Mouly, Sarthou, Marzelle, Cluseau-Lanauve, Relange, notamment. Il sera sociétaire de ces salons dans les années suivantes. Il expose également aux Salons : Comparaisons, Terres Latines, Peintres Témoins de leur Temps, les Arts en Yvelines -  Orangerie de Versailles -, Salon de Montmorency… 	
En 1954, il part au Caire présenter l’exposition du groupe de l’École de Pontoise, exposition qui suscite un vif intérêt.
Il quitte son atelier de Soisy pour s’installer avec sa famille au Bas Pommeret à Montmorency, séduit par cette petite ville et sa forêt (la Châtaigneraie) qu’il peindra à plusieurs reprises. 
En 1957, il abandonne peu à peu la peinture sur le motif pour repenser le tableau à l’atelier : ses toiles auront de nouvelles recherches de structures voulant repousser les limites entre l’art figuratif et l’art abstrait.
À cette époque, il découvre la Baie de Somme avec sa lumière si particulière et les changements de couleur sur les sables, il séjourne tous les ans au port du Hourdel et revient chargé d’aquarelles et de croquis annotés pour travailler dans son atelier. Cet endroit sauvage et malgré tout vivant par son petit port l’inspire beaucoup, il peint de nombreuses toiles sur ce thème. 
En 1960, il reçoit le Grand Prix des Beaux Arts du Conseil Général de la Seine Grand Prix de l’Île-de-France pour sa toile La maison de Guy de Maupassant à Sartrouville, toile faisant depuis partie des collections du musée du Domaine départemental de Sceaux.
Il voyage en 1958 et 1959 à Venise et en Espagne.
Mélomane, lui-même violoniste amateur, le thème de la musique apparaît dans ses toiles. Les instruments, les musiciens, le décor avec les modulations des vitraux lui fournissent le canevas de ses compositions. La composition est basée sur un graphisme architecturé, les verticales de son thème favori des arbres se retrouvent également avec les mats des bateaux, les églises et les orgues. Son œuvre est maintenant basée la lumière et le rythme.
Sa palette s’éclaircit et la gravité des tons « grubériens » cède devant les bleus typiquement « lauzeriens ».
En 1961, il obtient sa première exposition à la Galerie Durand-Ruel dont il sera un des peintres jusqu’en 1974, date de la fermeture de la galerie. Il fera dans cette grande galerie cinq expositions.
Les expositions particulières se succèdent dans de nombreuses villes en France et à l’étranger (Londres, Caracas). En 1966, il est invité par le centre culturel d’Antibes pour une rétrospective au Bastion Saint-André.
Il retrouvera la lumière de sa Gascogne natale en 1970, lumière proche de celle de Toscane avec ses contrastes, son harmonie et ses nuances. Il en fera la synthèse dans les grandes toiles réalisées dans son atelier d’été.  
De 1972 à 1982, il est membre du comité du Salon d’Automne qui, en 1981 lui consacrera une salle en hommage à son œuvre. Il est l’invité d’honneur de nombreux salons. Il prend la présidence en 1977 du Salon Contrepoint de Montmorency pendant quelques années.
En 1982, il est un des membres fondateurs du groupe 109. Il fait également partie de nombreuses sélections au sein des Salons : Melbourne, Toronto, Sofia, Houston, Varsovie, Téhéran, Le Caire, Japon…
Depuis 1988, il est peintre permanent de la Galerie Bernheim-Jeune à Paris. Plusieurs expositions auront lieu dès 1989 dans cette grande galerie, dont une rétrospective en 1996 « 50 ans de peinture » puis en 2011 après sa disparition.
En 1998, peintre du Festival de Musique d’Auvers-sur-Oise, il expose au musée Daubigny et à l’Église d’Auvers. En 2005, la ville de Montmorency lui offre une exposition Rétrospective "de 1933 à nos jours"
Albert Lauzero meurt à Montmorency le 20 juillet 2006.
De nombreux hommages lui seront rendus les années suivantes par les Salons parisiens et ceux des communes avoisinantes, ainsi qu’en 2009 dans sa ville natale de Fleurance, pour l’anniversaire de son centenaire. Après une exposition rétrospective en 2011 chez Bernheim-Jeune « Cent ans d’harmonie » un hommage lui a été consacré au musée Utrillo-Valadon à Sannois en 2013.

## Expositions particulières et rétrospectives
- 1947-1949 Galerie Carmine, Paris
- 1950	Galerie Allard, Paris
- 1956	Galerie André Maurice, Paris
- 1959	Maison de Van Gogh, Auvers-sur-Oise
- 1960-1967 Galerie Jacques Hamon, Le Havre
- 1961-63-65-67-69-73 Galerie Durand-Ruel, Paris
- 1961-1964 Galerie Chappe, Toulouse
- 1964-66-68-69-72-74-76-78-81-82-84 Galerie Jouvène, Marseille
- 1966	Galerie Bosquet, Montluçon
- 1966	Centre Culturel et Artistique, Bastion Saint-André, Antibes -Rétrospective-
- 1968	Galerie l'Indifférent, Lyon
- 1970-77 Galerie Madden, Londres
- 1971	Galerie Arte Moderno, Caracas
- 1972	Galerie Andrieux, Toulouse
- 1972	Société Archéologique du Gers, Auch
- 1975	Galerie Saint-Julien, Angers
- 1978-82 Atelier-Galerie Jack Renaud, Montfermeil
- 1980	Galerie Martin, Nancy
- 1981	Hommage au Salon d'Automne, Grand Palais à Paris
- 1982	Château de Gramont (Tarn-et-Garonne) Invité par la Caisse des Monuments Historiques et des Sites
- 1984	Galerie René Drouet, Paris
- 1984	35 ans de Peinture à l'Hôtel de Ville de Montfermeil- Rétrospective-
- 1986	Abbaye de Saint Germer de Fly, exposition sur le thème de la musique pour le Festival
- 1987	Hommage au Salon de Montmorency
- 1988	Musée de Mirande (Gers).
- 1989-92 Galerie Bernheim-Jeune, Paris
- 1991	Centre culturel de l'Abbaye de Flaran (Gers)
- 1993	Musée d'Auvillar, Auvillar (Tarn-et-Garonne)
- 1996	« 50 ans de peinture » Galerie Bernheim-Jeune, Paris -Rétrospective-
- 1996	Château de Clayes-sous-Bois (Yvelines)
- 1997	Espace Culturel Robert Laurentie, Fleurance (Gers)
- 1998	Musée Daubigny - Festival de Musique d'Auvers-sur-Oise
- 2001-03 Galerie Bernheim-Jeune, Paris
- 2005	Rétrospective à Montmorency « De 1933 à nos jours »
- 2009	Hommage pour son centenaire à Fleurance, sa ville natale
- 2011	Galerie Bernheim-Jeune, Paris  « Cent Ans d’Harmonie »
- 2013/14 Hommage au Musée Utrillo-Valadon à Sannois

## Expositions collectives et salons
- 1952-53-54-57 Trois Jeunes Peintres exposent à Fleurance (Gers)
- 1949-51-53 Salon du Vexin au Musée Tavet à Pontoise
- 1952-53-54-55-57-60 Salon des "Trois Dimensions" Galerie Durand-Ruel à Paris
- 1953-54 Salon des "Trois S" à Fontainebleau
- 1954 Exposition "l'Ecole de Pontoise" au Caire
- 1953-54 Salon de l'Isle-Adam tous les ans
- 1956 Exhibition of french painting à Melbourne
- 1957 Exposition à Böblingen en Allemagne
- 1957-58-60 Musée de l'Île-de-France à Sceaux
- 1957-59-62-65-67-69-70 Salon d'Asnières
- 1957-59 Salon "Contrepoint" Montmorency
- 1958 Toronto et Cologne
- 1959 Salon "Terres Latines" à Pittsburgh
- 1958-62-65-71-73 "Peintres Témoins de leur Temps" au Musée Galliera
- 1963-64-69-80-81 Salon de Mantes-la-Jolie
- Régulièrement aux salons de Saint-Denis, Montmagny, Deuil, Taverny, Viroflay et Montmorency
- 1972-73-74-76-82 Salon du Solstice dans le Gers
- 1973 Sélection du Salon d'Automne au Musée d'Agen et à Varsovie
- 1974-75-79-82 Salon du Doyenné de Saint-Emilion
- 1975 Sélection du Salon d'Automne à Téhéran
- 1975 Festival estival de Paris
- 1976 Sélection du Salon d'Automne au Luxembourg et à Tokyo
- 1976 Salon de Creil de Zao Wou-Ki
- 1976-77 Salon de Cergy-Pontoise à la Préfecture
- 1977 Sélection de la Nationale des Beaux-Arts pour le Japon
- 1978-80 Salon Contraste à Sannois et à Paris
- 1979 Sélection de la S.N.B.A. à Fréjus et à Sofia
- 1977-80 Salon du Trait
- 1980 Sélection du Salon d'Automne au Musée de Villeneuve-sur-Lot
- 1980 Sélection de la S.N.B.A. au Château de Puyghilhem
- 1980-81 Sélection Salon Comparaisons à Reims et à Châlons-sur-Marne
- 1981 Sélection du Salon d'Automne au Musée Cernuschi
- 1981 Sélection Salon Comparaisons: Château des Papes à Avignon
- 1981 Sélection de la S.N.B.A.: Château de Bourdeilles et à Clermont-Ferrand
- 1981-82-83 Salon de Périgueux
- 1982-84-86-88-90-92-94-96 Biennale de Gravures à  Ermont (Val d'Oise)
- 1982 Salon de Mérignac
- 1982-83 Salon de Bollène
- 1983-92-95-97 Salon d'Angers
- 1982-83-84-86 Les Indépendants d'Aquitaine à Bordeaux
- 1977-78-79-80-82-83-85-88 Les Arts en Yvelines, Orangerie du Château de Versailles
- 1984 Six peintres "Figuratives Moderns of the New French School" à Houston
- 1983-85-87-89-91-93-95-97 Le Groupe "109" à Paris
- 1984 Le Groupe "109" au Musée de Carcassonne
- 1985 Hommage à Roger Tagliana à Auvers-sur-Oise
- 1985 Trois peintres: en hommage à Paul Charlot à Tourtour (Var)
- 1985 Hommage à Victor Hugo à l'Hôtel de Ville de Montfermeil
- 1986-91 Le Groupe "109" u C.T.S de Pontoise
- 1986 Sélection du Salon du Dessin et de la Peinture à l'Eau au Château de Bourdeilles (Dordogne)
- 1986 D'Espic et ses amis - Gravures- Bibliothèque de Castres
- 1986 Salon de Montmorency depuis 1970,  Expose tous les ans au Salon
- 1986 Groupe "109" "Un autre regard" UNAFAM à l'UNESCO
- 1987 Sélection du Salon d'Automne à Deuil-la-Barre
- 1987 Lion's Club Paris-Necker-Pasteur à l'Hôtel Hilton
- 1987 Salon de Saint-Denis
- 1987 Sélection S.N.B.A. des Beaux-Arts au Japon
- 1987 Sélection du Groupe "109" au Salon Peintres en Champagne à Châlons-sur-Marne
- 1987 Paris par 9 Peintres, Galerie Bernheim-Jeune à Paris
- 1987-88-89-90-93-96-97 Salon de Sannois (Val d'Oise)
- 1987-89 Souvenir de Corot à Viroflay
- 1988-92 Salon de l'ENSICA à Toulouse
- 1989-90 Salon de Cormeilles-en-Parisis
- 1990-91 Salon de Mars à Paris
- 1988-90-92-97-98 Salon Comparaisons
- 1990 Groupe "109" à Périgueux
- 1991-92 Salon de la Garenne-Colombe
- 1991 Groupe "109" "En Péniche de Paris à Rouen"
- 1993 Château de Gramont (Tarn et Garonne)
- 1994 Ecole Polytechnique
- 1994 Sélection S.N.B.A. en Chine
- 1994 Sélection S.N.B.A. Château de Bourdeilles
- 1996 100 Peintres Figuratifs contemporains à Rosny s/Bois et au Japon
- 1997 Biennale Princesse Mathilde à St Gratien
- 1997 A.R.G.O.S. à Plessis Bouchard (dix graveurs)
- 1982-84-86-88-90-92-94-96-98-2000 Biennale de Gravures à Ermont
- 1998-99-2000-01 Salon de Sannois
- 1998-2000-02-04 Salon du Dessin et de la Peinture à l'Eau
- 1999 Groupe "109" à Paris
- 1999 Salon de la Nationale des Beaux Arts
- 1999 A.R.G.O.S. (Gravures) à Plessis Bouchard
- 2000-03 Salon d'Automne
- 2000 Invité d'Honneur au Salon d'Osny (Val d'Oise)
- 2001 Musée de la Poste
- 2001 Biennale "109" à la Cité Internationale des Arts de Paris
- 2002 Biennale de la Gravure à Ermont
- 2002 Hommage au Salon de Sannois, aquarelles
- 2003 autour de l'exposition Bierge à l'église des Jacobins à Agen -
- 2003 Biennale "109"
- 2006 Salon de la Société Artistique des P.T.T. - Hommage
- 2006 Salon d’Osny - Un des Invités d’Honneur
- 2006 Salon du Dessin et de la Peinture à l’Eau au Grand Palais
- 2007 Salon des Arts de Pontoise - Hommage
- 2007 Salon  des Arts de Montmagny - Hommage
- 2007 Société de la Nationale des Beaux-Arts - Invité d’Honneur
- 2008 Salon d’Automne du Petit Format à Sannois – Hommage
- 2008 Salon d’Automne à Paris – Hommage
- 2013 Salon de l’Hôtel de Ville de Montmorency
- 2014 Salon de la Gravure au Château de Grouchy à Osny
- 2014 Exposition "Sur les pas de Van Gogh" au musée Daubigny à Auvers/Oise
- 2014 Salon d’Osny
- 2016 Espace Art et Liberté à Charenton le Pont "Paysages intérieurs" Hommage

## Musées et collections publiques
Les œuvres de Lauzero sont présentes dans de nombreux musées et institutions, notamment :
- dans le Fonds national d'art contemporain à Paris-La Défense,
- au musée d'art moderne de la ville de Paris,
- à la Bibliothèque nationale de France à Paris,
- au musée de l’Ile de France à Sceaux,
- au musée de Meudon,
- au musée de Nevers,
- au musée des Augustins à Toulouse
- au musée d’Art Figuratif contemporain de Fontainebleau
- au musée des Beaux de Provence
- au musée Tavet de Pontoise
- au musée Daubigny à Aubers sur Oise
- au Conseil Général du Val d’Oise à Cergy-Pontoise
- au Conseil Général des Yvelines à Versailles
- ainsi que dans de nombreuses municipalités et collections privées en France, en Angleterre,  en Suisse, en Allemagne, au Canada, aux U.S.A., au Venezuela…

## Prix et distinctions
- Premier Prix de Fontainebleau, salon des « 3 S » en 1954
- Prix d’Asnières en 1955
- Premier Prix « Léonie Moreau » au Salon de l’Isle-Adam en 1956
- Premier Prix de Meaux en 1956
- Grand Prix des Beaux Arts du conseil Général de la Seine et Grand Prix de l’Ile de France en 1960
- Prix de la palette d’Or à l’Artistique de l’Isle-Adam en 1960
- Prix de la Ville de Mantes-la -Jolie en 1963
- Premier Prix de Taverny en 1964
- Chevalier de l’Ordre National du Mérite en 1970
- Prix Vincent Darasse – Fondation Taylor en 1992